# 北辰工業
北辰工業株式会社（ほくしんこうぎょう, 英語: HOKUSHIN Corporation）は、かつて存在した、神奈川県横浜市に本社を置く、化学製品の中堅メーカー。長らく独立系メーカーとして続いていたが、2004年にNOKの傘下に入り、2007年に日東工業と合併し、シンジーテックとして再発足した。
かつて存在した工業計器・プロセス制御システムメーカー大手の北辰電機製作所（現・横河電機）の兄弟会社であった。

## 概要
1945年、大手工業計器メーカー・北辰電機製作所の創業者・初代社長の清水荘平によって「北辰化学工業株式会社」として設立された。ゴム製品の開発・製造を行った。
1983年、北辰電機製作所が横河電機製作所と経営統合し、北辰グループが解体されると、独立系メーカーとなり、デミング賞実施賞の受賞や、IT時代の到来に対応した新製品開発、海外進出といった積極的な経営戦略を推し進めていたが、オーナーの清水正博会長が、2004年に持株をNOKに売却し、その傘下企業となった。2007年、NOKは子会社の日東工業に当社を合併させ、新たにシンジーテックを発足。当社は法人としては消滅した。

## 沿革
- 1945年：清水荘平により、株式会社北辰電機製作所の関係会社として、「北辰化学工業株式会社」を設立
- 1951年：紡績用ゴムロール、エプロンバンドの生産を開始
- 1956年：防振ゴムの本格生産開始
- 1960年：ウレタンゴム製品の生産開始
- 1966年：事務機用ゴムロールの生産開始
- 1968年：音響機器ゴムベルトの生産開始
- 1970年：創業者の清水荘平（北辰電機製作所会長）が死去
- 1976年：複写機クリーニングブレードの生産開始
- 1977年：社名を「北辰工業株式会社」に改称
- 1983年：兄弟会社の株式会社北辰電機製作所が株式会社横河電機製作所に合併し、横河北辰電機株式会社が発足。北辰グループが解体され、独立系メーカーとなる。
- 1986年：香港に初の海外関連会社を設立
- 1987年：大株主の清水正博（創業者・荘平の長男、株式会社北辰電機製作所の元・社長、横河北辰電機株式会社の元・副社長）が代表取締役会長に就任
- 1988年：車載用液封CDダンパーの生産開始
- 1991年：電子写真誘電機能製品群の生産開始。デミング賞実施賞受賞
- 1994年：中華人民共和国深圳市に北辰精密零件（深圳）有限公司を設立
- 1998年：中華人民共和国上海市に北辰精密零件（上海）有限公司を設立
- 2004年：NOK株式会社の子会社となる
- 2005年：横須賀事業所B館建設
- 2006年：ベトナムに北辰ベトナム社を設立
- 2007年：NOKグループの日東工業株式会社に吸収合併し、シンジーテック株式会社が発足。北辰工業株式会社は消滅